# Пиреш, Мариу
Мариу Пиреш (порт. Mário Pires; род. 1949, Португальская Гвинея, колонии Португалии) — государственный и политический деятель Гвинеи-Бисау. Работал премьер-министром страны с 17 ноября 2002 до 14 сентября 2003 года. Является членом «Партии социального обновления».

## Биография
Вступил в должность премьер-министра 17 ноября 2002 года, когда был назначен президентом Кумбой Ялой после роспуска Национального народного собрания и назначения досрочных парламентских выборов, которые первоначально планировалось провести в течение 90 дней и впоследствии были перенесены с февраля 2003 года на апрель, затем на июль, а затем на 12 октября 2003 года. После того, как в сентябре избирательная комиссия объявила, что не может завершить регистрацию избирателей к запланированной дате в октябре, военные пришли к власть в результате государственного переворота 14 сентября 2003 года, отстранив Кумбу Ялу и Мариу Пиреша от занимаемых должностей. Перед государственным переворотом Мариу Пиреш предупреждал, что в случае победы на выборах оппозиции в стране начнётся новая гражданская война.
Позже Мариу Пиреш был назначен главой Электроэнергетической и водной компании Гвинеи-Бисау.